# Castlevania: Portrait of Ruin
Castlevania: Portrait of Ruin is een computerspel voor de Nintendo DS. Het spel is ontwikkeld door Konami en werd op 16 november 2006 (eveneens door Konami) voor het eerst uitgegeven in Japan.
De speler bestuurt in tegenstelling tot de eerdere versie twee personages in plaats van een, namelijk Jonathan Morris, in het bezit van de legendarische Vampire Killer en Charlotte Aulin, een heks in opleiding met tal van spreuken. Doel van het spel is om het kwaad in "Dracula's Castle" te verslaan, alleen is deze keer niet Dracula de baas, maar heeft Brauner de macht in handen. Brauner heeft tal van portretten in Dracula's Castle verstopt waarin een deel van zijn macht schuilt en de speler moet deze portretten doorzoeken om het kwaade erin te verslaan.

## Richter Mode
In het spel kom je ook Richter Belmont tegen. Hij is de laatste die de Vampire Killer in handen heeft gehad en test Jonathan of hij de Vampire Killer waard is.
Nadat de speler het spel heeft uitgespeeld kan men het spel ook spelen als Richter Belmont. Maria Renard is in deze modus het tweede personage.